# 国土交通省大臣官房
国土交通省大臣官房（こくどこうつうしょうだいじんかんぼう）は、国土交通省の内部部局の一つ。人事、国会、広報、会計などをつかさどる。
国土交通省所管業務の全般にわたる総合調整を担うほか、公共事業及び建設技術に関する研究開発と施策の推進を担当する「技術調査課」、さらには他省庁を含めた官公庁の営繕管理（庁舎の新築・補修など）も担当する「官庁営繕部」が設けられている。

## 所管業務
- 本省と地方支分部局との連絡調整
- 公共事業の入札及び契約の改善、および公共工事に係る評価の適正化に係る技術基準及び費用の縮減に関する関係行政機関の事務の連絡調整
- 直轄事業に係る建設技術に関する研究及び開発
- 運輸事業者の輸送に係る安全管理体制の評価その他の運輸事業に係る輸送の安全確保に関する基本に関すること
- 官公庁施設の営繕工事に関すること

なお、他省の大臣官房と共通する職務については、大臣官房#所掌事務を参照。

## 幹部
- 官房長
- 総括審議官（2人）
- 技術総括審議官
- 政策立案総括審議官
- 土地政策審議官
- 公共交通政策審議官
- 危機管理・運輸安全政策審議官
- 海外プロジェクト審議官
- 上下水道審議官
- 公文書監理官
- 政策評価審議官
- サイバーセキュリティ・情報化審議官
- 審議官（26人（うち1人は、関係のある他の職を占める者をもって充てられるものとする。））
- 技術審議官（5人）

## 組織
- 人事課
  - 企画官（2人）
  - 企画調整官（2人）
  - 人事調整官
  - 人事調査官
- 総務課
  - 公文書管理・情報公開室
  - 企画官（14人）
  - 企画調整官（11人）
  - 地方企画調整官
  - 総務調整官（2人）
- 広報課
  - 広報企画官
- 会計課
  - 公共事業予算執行管理室
  - 監査室
  - 公共工事契約指導室
  - 契約制度管理室
  - 企画官
  - 会計管理官
  - 予算調整官
  - 施設管理専門官
- 福利厚生課
  - 企画官
  - 企画調整官
  - 共済管理官
- 技術調査課
  - 建設システム管理企画室
  - 建設技術調整室
  - 施工企画室
  - 電気通信室
  - 技術企画官
  - 環境安全・地理空間情報技術調整官
  - 工事監視官
  - 情報技術企画官
  - 事業評価・保全企画官
  - 技術開発官
- 総括監察官
  - 上席監察官
  - 監察官（2人（うち1人は、関係のある他の職を占める者をもって充てられるものとする。））
- 運輸安全監理官
  - 企画調整官
  - 首席運輸安全調査官
  - 次席運輸安全調査官
  - 運輸安全調査官
  - 安全防災対策官
  - 災害対策推進官
  - 交通緊急災害対策派遣官（55人（関係のある他の職を占める者をもって充てられるものとする。）以内）
- 官庁営繕部
  - 管理課
    - 営繕企画官
    - 調達事務改善推進官

  - 計画課
    - 営繕積算企画調整室
    - 保全指導室
    - 営繕計画調整官
    - 官庁施設計画推進官
    - 民間資金等活用営繕事業対策官
    - 営繕積算高度化対策官
    - 営繕技術企画官
    - 官庁施設ストック高度化推進官

  - 整備課
    - 特別整備室
    - 施設評価室
    - 木材利用推進室
    - 建築技術調整官
    - 官庁施設防災対策官
    - 営繕技術基準対策官

  - 設備・環境課
    - 営繕環境対策室
    - 設備技術対策官
    - 設備防災・安全対策官
    - 営繕環境調整官
    - 統括工事検査官（工事検査官をもって充てる。）
    - 工事検査官（3人以内）

## 歴代官房長
| 代 | 氏名     | 在任期間                 | 出身 | 前職                                   | 後職                                   |
| -- | -------- | ------------------------ | ---- | -------------------------------------- | -------------------------------------- |
|    | 安富正文 | - 2004.07.01             | 運輸 |                                        | 国土交通審議官                         |
|    | 峰久幸義 | 2004.07.01 - 2005.08.15  | 建設 | 国土交通省自動車交通局長               | 国土交通審議官                         |
|    | 春田謙   | 2005.08.15 - 2006.07.11  | 運輸 | 国土交通省政策統括官                   | 国土交通審議官                         |
|    | 竹歳誠   | 2006.07.11 - 2007.07.10  | 建設 | 国土交通省総合政策局長                 | 国土交通審議官                         |
|    | 宿利正史 | 2007.07.10 - 2008.07.04  | 運輸 | 国土交通省総合政策局長                 | 国土交通審議官                         |
|    | 増田優一 | 2008.07.04 - 2009.07.24  | 建設 | 国土交通省都市・地域整備局長           | 国土交通省総合政策局長                 |
|    | 北村隆志 | 2009.07.24 - 2010.08.10  | 運輸 | 国土交通省鉄道局長                     | 国土交通省総合政策局長                 |
|    | 小澤敬市 | 2010.08.10 - 2011.09.16  | 建設 | 国土交通省大臣官房建設流通政策審議官   | 国土交通審議官                         |
|    | 本田勝   | 2011.09.16 - 2012.09.11  | 運輸 | 国土交通省航空局長                     | 国土交通審議官                         |
|    | 久保成人 | 2012.09.11 - 2013.08.01  | 運輸 | 国土交通省鉄道局長                     | 観光庁長官                             |
|    | 武藤浩   | 2013.08.01 - 2014.07.08  | 運輸 | 国土交通省自動車局長                   | 国土交通審議官                         |
|    | 西脇隆俊 | 2014.07.08 - 2015.07.31  | 建設 | 国土交通省総合政策局長                 | 国土交通審議官                         |
|    | 田端浩   | 2015.07.31 - 2016.06.21  | 運輸 | 国土交通省自動車局長                   | 国土交通審議官                         |
|    | 吉田光市 | 2016.06.21 - 2017.07.07  | 建設 | 復興庁統括官                           | 国土交通審議官                         |
|    | 藤田耕三 | 2017.07.07 - 2018.07.31  | 運輸 | 国土交通省総合政策局長                 | 国土交通審議官                         |
|    | 藤井直樹 | 2018.07.31 - 2019.07.09  | 運輸 | 国土交通省鉄道局長                     | 国土交通審議官                         |
|    | 野村正史 | 2019.07.09 - 2020.07.21  | 建設 | 国土交通省土地・建設産業局長           | 国土交通審議官                         |
|    | 水嶋智   | 2020.07.21 - 2021.01.05  | 運輸 | 国土交通省鉄道局長                     | 鉄道建設・運輸施設整備支援機構副理事長 |
|    | 瓦林康人 | 2021.01.05 - 2022.06.028 | 運輸 | 国土交通省国際統括官                   | 国土交通省総合政策局長                 |
|    | 宇野善昌 | 2022.06.028 - 2023.07.04 | 建設 | 国土交通省都市局長                     | 復興庁統括官                           |
|    | 寺田吉道 | 2023.07.04 - 2024.07.01  | 運輸 | 鉄道建設・運輸施設整備支援機構副理事長 | 国土交通審議官                         |
|    | 村田茂樹 | 2024.07.01 - 2025.07.01  | 運輸 | 国土交通省鉄道局長                     | 観光庁長官                             |
|    | 黒田昌義 | 2025.07.01 - 現職        | 建設 | 国土交通省国土政策局長                 |                                        |